# Bodiluddelingen 1956
Bodiluddelingen 1956 blev afholdt i 1956 i World Cinema-biografen i København og markerede den 9. gang at Bodilprisen blev uddelt.

## Vindere
| Bedste mandlige hovedrolle                | Bedste kvindelige hovedrolle                    |
| ----------------------------------------- | ----------------------------------------------- |
| - Ove Sprogøe for På tro og love          | - Sigrid Horne-Rasmussen for Altid ballade      |
| Bedste mandlige birolle                   | Bedste kvindelige birolle                       |
| - ikke uddelt                             | - ikke uddelt                                   |
| Bedste danske film                        | Bedste amerikanske film                         |
| - På tro og love af Torben Anton Svendsen | - Marty af Delbert Mann                         |
| Bedste europæiske film                    | Bedste dokumentarfilm                           |
| - La Strada af Frederico Fellini          | - Hvor bjergene sejler af Bjarne Henning-Jensen |